# Predrag Timko
Predrag Timko (Servisch: Предраг Тимко) (27 juli 1949) is een voormalig Servisch handballer, die onder meer voor het Duitse THW Kiel speelde.
Op de Olympische Spelen van 1976 in Montreal eindigde hij op de vijfde plaats met Joegoslavië. Timko speelde drie wedstrijden en scoorde twee doelpunten.
Abaz Arslanagić · Vlado Bojović · Hrvoje Horvat · Milorad Karalić · Radivoj Krivokapić · Zdravko Miljak · Željko Nimš · Radisav Pavićević · Branislav Pokrajac · Nebojša Popović · Zdravko Rađenović · Zvonimir Serdarušić · Predrag Timko · Zdenko Zorko